# Molfractie
De molfractie of stofhoeveelheidsfractie (IUPAC-symbool: {\displaystyle x}) is in de scheikunde een maat voor de concentratie van een component in een systeem, meestal de concentratie van een bepaalde stof in een mengsel. Daarbij gaat het om de aantallen moleculen. De molfractie is de fractie van de betreffende component op de totale hoeveelheid stof in het systeem. Algemeen geldt dus voor een component i in een mengsel van N stoffen:
{\displaystyle x_{i}={\frac {n_{i}}{\sum _{j=1}^{N}n_{j}}}}
Molfracties zijn dimensieloze grootheden. Ze worden vooral veel gebruikt bij het bepalen van fasediagrammen.
Bij een gegeven temperatuur, druk en volume is het aantal moleculen (en dus ook het aantal mol) voor alle gassen ongeveer gelijk, zie molair volume van een gas. Bij gasmengsels zijn dus de molfracties ongeveer gelijk aan de volumefracties. Deze fracties zijn ook de relatieve bijdragen aan de druk van het gasmengsel.

## Binair mengsel
Voor een mengsel van twee zuivere stoffen A en B (een binair mengsel) dat bestaat uit {\displaystyle n_{\text{A}}} mol A en {\displaystyle n_{\text{B}}} mol B, wordt de molfractie {\displaystyle x_{\text{A}}} van A gedefinieerd als het aantal mol A ten opzichte van het totaal aantal mol:
{\displaystyle x_{\text{A}}={\frac {n_{\text{A}}}{n_{\text{A}}+n_{\text{B}}}}}
Evenzo geldt voor stof B:
{\displaystyle x_{\text{B}}={\frac {n_{\text{B}}}{n_{\text{A}}+n_{\text{B}}}}}
Molfracties liggen altijd tussen 0 en 1 en voor een binair mengsel geldt dat
{\displaystyle x_{\text{A}}=1-x_{\text{B}}}
Voor een binair mengsel wordt het verband tussen de molfractie en de molaire concentratie van een stof A gegeven door:
{\displaystyle x_{\text{A}}={\frac {[{\text{A}}]M_{\text{B}}}{\rho +[{\text{A}}](M_{\text{B}}-M_{\text{A}})}}}
Voor een ideale verdunning herleidt zich dit tot (met B het oplosmiddel):
{\displaystyle x_{\text{A}}={\frac {[{\text{A}}]M_{\text{B}}}{\rho _{\text{B}}}}}

## Molprocent
Het molprocent geeft aan hoeveel mol van een stof aanwezig is op 100 mol van een mengsel. Molprocent is de molfractie × 100%.